# ماريا يوزفا من بافاريا
ماريا يوزفا من بافاريا (بالألمانية: Maria Josepha von Bayern) (و. 1739 – 1767 م) هي إمبراطورة رومانية مقدسة القرينة من خلال زواجها من يوزف الثاني، ولدت في ميونخ، توفيت في فيينا، عن عمر يناهز 28 عاماً، بسبب جدري.